# Siegfried Bethke
Siegfried Bethke (* 15. April 1954 in Ludwigshafen am Rhein) ist ein deutscher Physiker und Wissenschaftsmanager.

## Leben

### Wissenschaftlicher Werdegang
Siegfried Bethke studierte an der Ruprecht-Karls-Universität in Heidelberg, an der er 1983 promovierte und sich 1987 habilitierte. Er verbrachte 1987/88 einen Forschungsaufenthalt als Feodor-Lynen-Stipendiat der Alexander-von-Humboldt-Stiftung am Lawrence Berkeley National Laboratory. Im Anschluss daran forschte er als Heisenberg-Stipendiat der Deutschen Forschungsgemeinschaft am CERN, dem Europäischen Zentrum für Kern- und Teilchenphysik. 1993 erhielt er einen Ruf als Professor für experimentelle Physik an die RWTH Aachen, wo er bis 1999 Lehrstuhlinhaber am III. Physikalischen Institut  war. 1999 wurde er „Wissenschaftliches Mitglied“ und Direktor am Max-Planck-Institut für Physik in München, das er von 2000 bis 2005 als geschäftsführender Direktor leitete. Im Jahr 2000 ernannte ihn die Technische Universität München zum Honorarprofessor. Seit Januar 2013 ist er geschäftsführender Direktor des MPG-Halbleiterlabors in München-Neuperlach.

### Forschungsaktivitäten
Bethkes Forschungsschwerpunkt ist die Untersuchung hochenergetischer Teilchenkollisionen an Teilchenbeschleunigern und die Entwicklung von Teilchendetektoren zum Nachweis dieser Kollisionen. Er ist der verantwortliche Direktor für die Aktivitäten des MPI für Physik innerhalb der ATLAS-Kollaboration am LHC des CERN. An der Entdeckung des Higgs-Teilchens im Jahr 2012 waren Prof. Bethke und seine Forschungsgruppen maßgeblich beteiligt. Des Weiteren leistet Bethke Beiträge zur experimentellen Überprüfung der Quantenchromodynamik.

## Auszeichnungen und Mitgliedschaften
Bethke wurde 1995 mit dem Gottfried-Wilhelm-Leibniz-Preis der Deutschen Forschungsgemeinschaft ausgezeichnet. Seit 1999 ist er Mit-Organisator der jährlich stattfindenden „School for High Energy Physics“ im Kloster Maria Laach. Von 1995 bis 2002 war er Mitglied des Gutachterausschusses Hochenergiephysik des Bundesministeriums für Bildung und Forschung.
Von 2000 bis 2004 war er Mitglied des Wissenschaftlichen Beirats des DESY in Hamburg, dessen Vorsitz er von 2002 bis 2004 einnahm. In den Jahren 2007 bis 2012 war er Chefredakteur des European Physical Journal C. 2008 nahm er den Vorsitz des Wissenschaftlichen Beirats des Instituts für Hochenergiephysik HEPHY in Wien ein, den er bis 2014 innehatte. Von 2009 bis 2020 war er der deutsche wissenschaftliche Abgesandte an das CERN Council, von 2012 bis 2020 vertrat er Deutschland in der European Strategy Group dieses Gremiums. Von 2013 bis 2017 war er Mitglied im Vorstand der Deutschen Physikalischen Gesellschaft (DPG), 2016 und 2017 in gleicher Funktion bei der European Physical Society. Seit 2018 ist er Mitglied im PRISMA Forum, einem Beratungskomitee des Bundesministeriums für Bildung und Forschung. 2023 erhielt er das Bundesverdienstkreuz am Bande für seine physikalische Grundlagenforschung.